# نيوكوريون (سيرري)
نيوكوريون (Νεοχώριον) هي مدينة في سيرري في مقاطعة فوريا إلادا في اليونان.